# 카스바
카스바(Rock the Kasbah)는 미국에서 제작된 배리 레빈슨 감독의 2015년 코미디 영화이다. 브루스 윌리스 등이 주연으로 출연하였다. 카스바(Kasbah, قَـصَـبَـة)는 이슬람 도시를 방어하기 위해 설치된 성곽 또는 요새(castle or fortress)을 일컫는 말이다.

## 출연

### 주연
- 브루스 윌리스
- 주이 디샤넬
- 케이트 허드슨
- 빌 머레이

### 조연
- 테일러 키니
- 스콧 칸
- 대니 맥브라이드
- 사라 베이커
- 유지니아 쿠즈미나
- 파힘 파즐리
- 림 루바니
- 아리안 모아이드
- 무스타파 하이다리
- 비잔 랜드
- 에이버리 필립스
- 사미어 알리 칸